# Jade Empire
Jade Empire es un juego de rol de acción, desarrollado por la compañía canadiense BioWare. Fue publicado por Microsoft y lanzado para la Xbox en 2005. Luego fue editada una edición especial con 2 discos, que contenía contenido extra. El 10 de mayo de 2006, BioWare anunció que sacaría una edición para PC, publicada por 2K Games. Esta versión fue lanzada en febrero de 2007 como una edición especial. Luego, fue sacada a la venta por Steam en el mismo mes. En el 2005, un empleado de BioWare sugirió la posibilidad de una secuela, sin embargo, en julio de 2007 todavía no había planes en firme.
La acción de Jade Empire se desarrolla en la China; a lo largo del juego, se le permite al jugador adquirir y desarrollar habilidades en diversas artes marciales.
Sir Roderick Ponce von Fontlebottom the Magnificent Bastard es un personaje del juego al que dobla el actor John Cleese (de origen inglés), lo mismo ocurre con el personaje del Maestro Li, a quién pone la voz el actor Barry Dennen, de origen estadounidense.
Estilos de pelea
- Estilos de magia
- Estilos de lucha
- Estilos de transformación
- Estilos de apoyo
- Estilo único
- Estilos de arma

## Lugares
Durante el transcurso del juego, serán varios los lugares en los que se desarrolle el juego, lugares en los cuales se podrá combatir y ayudar a otras personas:
- Two Rivers/Dos Rios: es la primera ubicación del juego: aquí tanto Dawn Star como el/la último/última monje de los espíritus, son criados y entrenados por el maestro Li (Sun Li), a sus afueras se ubican unos pantanos, en este pueblo se deja de desarrollar la historia, hasta el ataque realizado por los Loto's asesines.
- Tien's Lading/Descanso de Tien: aquí se desarrolla la historia luego del ataque en Dos Rios, hasta llegar a la Ciudad Imperial, pues a pesar de ser un pueblo pequeño, es una zona con muchos contactos enlazados a la capital del imperio.
- Forest/Bosque: es una zona muy deteriorada dado a varios espíritus vengativos, aquí se encuentra el mapa de vientos que se necesita para llegar a la Ciudad Imperial.
- Heaven/Cielo: este es el mundo espirtúal de la Shadown's Forest, un espíritu en forma de zorro, quién es señalada como la responsable del deterioro del bosque.
- Pirate's Island/Isla de los Piratas: aquí se encuentra la Prodigious Liberature, la nave voladora que se necesita para llegar a la Ciudad Imperial.
- Imperial City/Ciudad Imperial: es la capital del imperio de Jade y el lugar más grande del imperio, desde la cual se tienen acceso a otros lugares como jardines, escuelas, palestras, cementerios, entre otros.
- Imperial Palace/Palacio Imperial: es la residencia del emperador Sun Hai y su hija, la princesa Sun Lian/Silk Fox.
- Underwold/Inframundo: es el mundo espiritual donde el/la último/última monje de los espíritus, se abre paso para volver a la vida luego de ser traicionado y asesinado por Sun Li.
- Dirge/Añoranza: fue el hogar de los monjes de los espíritus, hasta el ataque realizado por el ejército imperial, planeado por Sun Li y liderado por Sun Hai, aunque se mantiene intacto durante 20 años más.

## Personajes
Personajes jugables: en el juego, habrá 7 personajes disponibles para jugar, cada uno tendrá capacidades y condiciones distintas, sin importar sus habilidades, sus nombres o su sexo, todos los personajes corresponderán a ser "el/la último/última monje de los espíritus".
- Furious Ming (Masculino)
- Lu the Prodigy (Masculino)
- Radiant Jen Zi (Femenino)
- Scholar Ling (Femenino)
- Tiger Shen (Masculino)
- Wu the lotus Blossom (Femenino)
- Monk Zeng (Masculino)

- Si el jugador es masculino, se podrá realizar el modo "romance" con Dawn Star o Silk Fox.
- Si el jugador es femenino, se podrá realizar el modo "romance" con Sky.
Aliados; durante el transcurso del juego, el jugador podrá interactuar con otros personajes que se pueden convertir en aliados;
- Dawn Star: es el 1.er aliado del juego, es una mujer que destaca en Dos Rios por su amabilidad y su habilidad de interactuar con los espíritus, con ella se puede realizar el modo "romance", también es prima de la princesa Sun Lian/Silk Fox.
- Sagacious Zu: Su 1.ª aparición es en el bosque, se convierte en aliado tras ayudarlo a luchar con unos ladrones, pero su lealtad no está asegurada, esto se desmiente hasta que Zu se sacrifica por el último monje de los espíritus, pero el termina siendo asesinado por Death's Hand.
- Henpecked Hou: No es recomendable usarlo, dado que no posee muchas capacidades, es posible encontrarlo en el Descanso de Peregrino, ubicado en el bosque.
- Black Whirlwind: Es el aliado más fuerte que se puede tener, dado a su fuerza y resistencia física, su 1.ª aparición es en el bosque, dado que solo es un mercenario.
- Sky: Es un ladrón que se encuentra en el escondite de los piratas, por motivos personales, con el objetivo principal de matar a Gao the greatest, si el personaje jugable es femenino, se puede dar el modo "romance" con él.
- Kang the Mad: Es un creador de armas explosivas y constructor de naves voladoras, que ayudó a Gao el greatest en el escondite de los piratas, gracias a él se conseguirá una nave llamada por el como la Liberature Prodigious, con la que se podrá trasladarse por todo el imperio.
- Wild Flower/Chai Ka: Es una criatura encadenada en espíritu, al cuerpo de una niña, con un solo objetivo: servir al último monje de los espíritus y ayudarle a cumplir su 'destino', su 1.ª aparición es en la zona de la presa.
- Silk Fox: Es en realidad la princesa Sun Lian, la hija del emperador Sun Hai, pues, uso una identidad falsa para investigar a los Loto's asesines, consciente de que ellos y su líder (Death's Hand) son responsables de la corrupción del imperio, es prima de Dawn Star, quien al igual, se puede realizar el modo "romance" con ella.
- Abbad Song: Es el monje de los espíritus, líder de estos últimos, fue asesinado por Sun Li, tras el ataque a Añoranza, pero será aliado, luego de que el/la protagonista, sea traicionado/traicionada y asesinado/asesinada por Sun Li.
- The Water Dragon/La dragona del agua: No se le considera un aliado pero es un personaje vital en la historia, es el espíritu de una mujer que poseía el templo principal de Añoranza, antes del ataque a este último, luego de que el emperador Sun Hai devorará su corazón, su espíritu quedó deteriorado, lo que hizo que la naturaleza se revelará en contra del imperio, durante el camino de el/la último/última monje de los espíritus hacia su destino, la Water Dragon, realizará breves apariciones, hasta que el/la monje sea asesinado/asesinada, por Sun Li, la dragona del agua, lo/la guiará a través de un mundo espiritúal para devolverlo/devolverla a la vida, tras esto, y al llegar la hora de confrontar a Li, el/la último/última monje de los espíritus podrá elegir, entre destruir el cuerpo de la Water Dragon y purificar su espíritu o encadenar su cuerpo, como lo había hecho Sun Hai hace 20 años.

- Antagonistas:
- Sun Li: En el inicio del juego destacó como protagonista, participó en el ataque a Añoranza, antes de traicionar a su hermano, era el líder del ejército imperial y era conocido como el Glorious Estragetic, durante 20 años crio al último monje de los espíritus en Dos Rios, y dirigió la escuela de artes marciales donde estudió el/la joven guerrero/guerrera, sin embargo su identidad se descubre, se realiza un ataque en Dos Rios donde termina siendo capturado por los Loto's asesines y es llevado como prisionero ante el emperador. Tras la derrota de su hermano contra su aprendiz, Li traiciona a este/esta último/última provocando su muerte, y proclamándose emperador del imperio, sin embargo tras el final, Li puede ser derrotado, o puede engañar al protagonista para su sacrificio.
- Sun Hai: Es el emperador del imperio de Jade, patriarca de la familia real, fue quien lideró el ataque a Añoranza, y convirtió al príncipe Kin en Death's Hand, tras la traición de su hermano Sun Li, tras el ataque a Añoranza, devoró el corazón de la Water Dragon, con lo cual él fue el responsable del deterioro en el imperio y de la revelación de la naturaleza en contra del imperio hasta su derrota a manos de el/la último/última monje de los espíritus, 20 años después.
- Death's Hand: Es el consejero del emperador, y líder de los Loto's asesines, antes de convertirse en Death's Hand, fue el príncipe Kin, durante el ataque a Añoranza, acompañó al emperador Sun Hai, hasta la traición de Sun Li. 20 años después en Añoranza, tras derrotarlo, el/la protagonista puede elegir, entre liberarlo o encadenarlo.
- Inquisitor Jia: Es la teniente de los asesinos del loto, la cual es asesinada en la guarida de estos últimos.
- Gao the lesser: Es un estudiante de la escuela de Dos Rios, está enamorado de Dawn Star, y también está celoso de el/la último/última monje de los espíritus, su muerte se da en la cueva de los pantanos cercanos a Dos Rios, a manos de el/la último/última monje de los espíritus, luego de que Gao secuestrara a Dawn Star.
- Gao the greater: Es un hombre con muchas riquezas y muchos contactos (principalmente con los piratas), ordenó un ataque a Dos Rios del cual, Sun Li fue secuestrado, y Dos Rios quedara en ruinas. Al igual que su hijo, es derrotado por el/la último/última monje de los espíritus.

## Sinopsis
Hace 30 años, el Imperio de Jade, situado en la antigua China, era un gran imperio poderoso y pacífico, dirigido por la dinastía Sun. Sin embargo, durante 10 años fue asolado por una sequía que parecía interminable, hasta que el emperador Sun Hai decidió atacar Añoranza, el lugar celestial para los monjes de espíritus. Dicho ataque, durante el cual se asesinó a la dragona del agua, acabó con la sequía definitivamente... No obstante, en un futuro no muy lejano generaría consecuencias graves.
20 años después del ataque, el Imperio de Jade se ha corrompido, los espíritus y fantasmas acechan los caminos y la naturaleza ha perdido el equilibrio y está descontrolada. Ahora, las esperanzas del Imperio recaen en una sola persona: el último monje de los espíritus (personaje jugable). Con tácticas de artes marciales en diferentes ámbitos (físicos, mágicos y espirituales) y la ayuda de diferentes aliados, el monje empezará un viaje por el Imperio, abriéndose paso mediante el combate, ya sea ayudando o atacando, para, o bien salvar el imperio y convertirse en un héroe o bien apoderarse de él, y ejercer su tiranía.
Historia
Poco después de completar su entrenamiento en Two Rivers, el Monje Espiritual ayuda a defenderse de un ataque de un Asesino de Loto, enfrentándose a oponentes no muertos en el proceso. El Maestro Li revela el pasado del Monje Espiritual, su propia identidad como hermano del Emperador Sun Hai, Sun Li, y su papel en la destrucción de Dirge, y la creciente amenaza de los espíritus vivientes que está vinculada directamente a Sun Hai. Durante una sesión de entrenamiento final para recuperar un amuleto de su gente, el Monje Espiritual se encuentra con el espíritu de la Dragona de Agua, quien revela que Sun Hai la ha incapacitado y ha dejado al Monje Espiritual como la única esperanza del imperio. La preferencia del Maestro Li por el Monje Espiritual empuja al impaciente Gao el Menor al límite, lo que lleva a su expulsión. Gao el Menor luego secuestra a Dawn Star y convoca a Lotus Assassins aliados con su padre Gao el Mayor. El Monje Espiritual rescata a Dawn Star y derrota a Gao el Menor con la ayuda de Sagacious Zu, pero los Asesinos del Loto, liderados por la Mano de la Muerte y su segundo al mando, la Gran Inquisidora Jia, destruyen Two Rivers y capturan al Maestro Li.
Usando una de las aeronaves de Gao el Mayor, el Monje Espiritual viaja a la aldea de Tien's Landing. Durante su tiempo allí, luchan y derrotan a Gao el Mayor y se enteran de que el Maestro Li fue llevado a la Capital Imperial. Mientras está allí, el Monje Espiritual encuentra dos piezas faltantes de su amuleto, adquiere un mapa de corrientes de viento que permitirá el paso a la Capital Imperial, y ayuda a la aldea purgando el vecino Gran Bosque del Sur de una fuerza corruptora y cerrando una gran presa, lo que permite a los barcos comerciales navegar por el río nuevamente. También se les unen Wild Flower, una niña que custodiaba uno de los fragmentos del amuleto, dirigida por Chai Ka, una criatura, enviada para servir al monje espiritual; Black Whirlwind, un mercenario, que fue contratado para eliminar a los monstruos en el Gran Bosque del Sur; Henpecked Hou, un cocinero, huyendo de su esposa; Sky, un insurgente solitario, que estaba liberando esclavos tomados por los Asesinos del Loto; y Kang el Loco, un experto en mecánica, que fue mantenido cautivo por Gao el Mayor. También son atacados primero y luego ayudados por Silk Fox, una misteriosa mujer, quien está decidida a derrocar la Mano de la Muerte.
Usando la aeronave especial de Kang, el grupo viaja a la Capital Imperial, donde Silk Fox los conoce en su verdadero papel de Princesa Sun Lian. Mientras está en la Capital, el Monje Espíritu obtiene acceso a las filas de los Asesinos del Loto compitiendo en un torneo de lucha local. Una vez entre los Asesinos del Loto, los desmantelan desde dentro antes de recuperar el fragmento final del amuleto de la Gran Inquisidora Jia. La Mano de la Muerte luego ataca, pero Sagacious Zu se sacrifica para colapsar la base del Asesino del Loto en la Mano de la Muerte. Liderados por Silk Fox, el grupo se infiltra en el palacio de Sun Hai, enfrentándose al Emperador mientras interroga al Maestro Li y encontrándolo marchito a través del uso del poder robado de la Dragona de Agua. Después de la derrota del Emperador, el Maestro Li mata al Monje Espiritual y roba tanto el amuleto completo como el poder del Dragón de Agua, estableciéndose como el nuevo Emperador.
El Monje Espiritual es guiado de regreso al mundo viviente por la Dragona de Agua y el fantasma del abad Song, de Dirge, quien revela que el Sun Li había conspirado con su hermano Sun Kin para apoderarse del poder de la Dragona de Agua y matar a Sun Hai después de tomar a Dirge. La conspiración de los hermanos fracasó ya que el poder de la Dragona de Agua hizo inmortal a Sun Hai. Sun Kin fue asesinado, mientras que Sun Li escapó y mató al rescatador del Monje Espiritual para usarlos como arma contra Sun Hai. Mano de la Muerte fue creado por el Emperador al unir el espíritu de Sun Kin a la armadura del Maestro Li. Volviendo a la vida en Dirge, el Monje Espiritual se reúne con sus compañeros y detiene un vasto asalto de Li, quien también sintió su regreso. En su confrontación final con la Mano de la Muerte, el Monje Espiritual puede liberar o esclavizar el espíritu de Sun Kin. Infiltrándose en la Capital Imperial, el grupo del Monje Espiritual se abre paso a través del palacio y descubre el cuerpo de la Dragona de Agua, abierto y preservado en el limbo para proporcionar agua interminable al Imperio de Jade. El Monje Espiritual luego va a confrontar a Li.
Dependiendo de las elecciones del jugador en estos puntos, se desarrolla uno de varios finales: Si el Monje Espiritual se rinde al Maestro Li, son recordados como un héroe que conoció su lugar, ya que el Imperio se convierte en una distopía opresiva. Si el cadáver de la Dragona de Agua es corrompido aún más por el Monje Espiritual, entonces usurpan el poder robado del Maestro Li y emergen como el próximo Emperador después de su muerte. Si el Monje Espiritual destruye el cuerpo de la Dragona de Agua, entonces su espíritu es liberado, y los muertos pueden encontrar su camino hacia el inframundo, haciendo que la gente se regocije y aclame al Monje Espiritual como un héroe del Imperio de Jade.